# Cashanova Bulhar
Cashanova Bulhar, pseudonimo di Matěj Kratejl (Praga, 24 giugno 1994), è un rapper ceco.

## Biografia
Di origini bulgare, Cashanova Bulhar ha debuttato nell'industria musicale con il mixtape Hood Celebrity, uscito nel 2016. I mixtape successivi Hood Celebrity 2 e Hood Celebrity 3 (classificatosi 11º nella graduatoria nazionale), entrambi distribuiti sotto il ramo ceco della Warner Music Group, sono stati messi in commercio rispettivamente nel 2018 e nel 2019.
La sua prima top ten nella Singles Digital ceca è arrivata con Zrovna jí to najelo, proveniente dall'EP Timberlaketrapped. Ha incrementato la propria visibilità con la pubblicazione dell'album in studio di debutto Rap disco revoluce, posizionatosi in vetta alla classifica della Repubblica Ceca redatta dalla ČNS IFPI per due settimane consecutive. Un secondo disco, Thug Love Sofia, ha trascorso dieci settimane all'interno della top ten della CZ Albums.
Romeo, pubblicato nel mese di giugno 2021, ha replicato il successo riscosso dal primo LP, regalando all'artista il suo miglior posizionamento in Slovacchia. Nel giugno 2022 è uscito Dripolar, che è entrato direttamente in vetta alla graduatoria LP ceca.

## Discografia

### Album in studio
- 2020 – Rap disco revoluce
- 2020 – Thug Love Sofia
- 2021 – Romeo
- 2022 – Dripolar
- 2023 – Flex Symbol
- 2024 – Swag Side Story
- 2025 – Cashflow

### EP
- 2018 – Off Season
- 2019 – Timberlaketrapped
- 2022 – Timberlaketrapped 2

### Mixtape
- 2016 – Hood Celebrity
- 2018 – Hood Celebrity 2
- 2019 – Hood Celebrity 3

### Singoli
- 2017 – BMW (feat. Indigo)
- 2018 – Když maj 2L show
- 2019 – Primitivo
- 2019 – Dej mi cash
- 2019 – Kariéra neni (con Pil C)
- 2020 – Kolaps
- 2021 – Zlatej kluk
- 2022 – Squadra azzura